# Guy Martin (Koch)

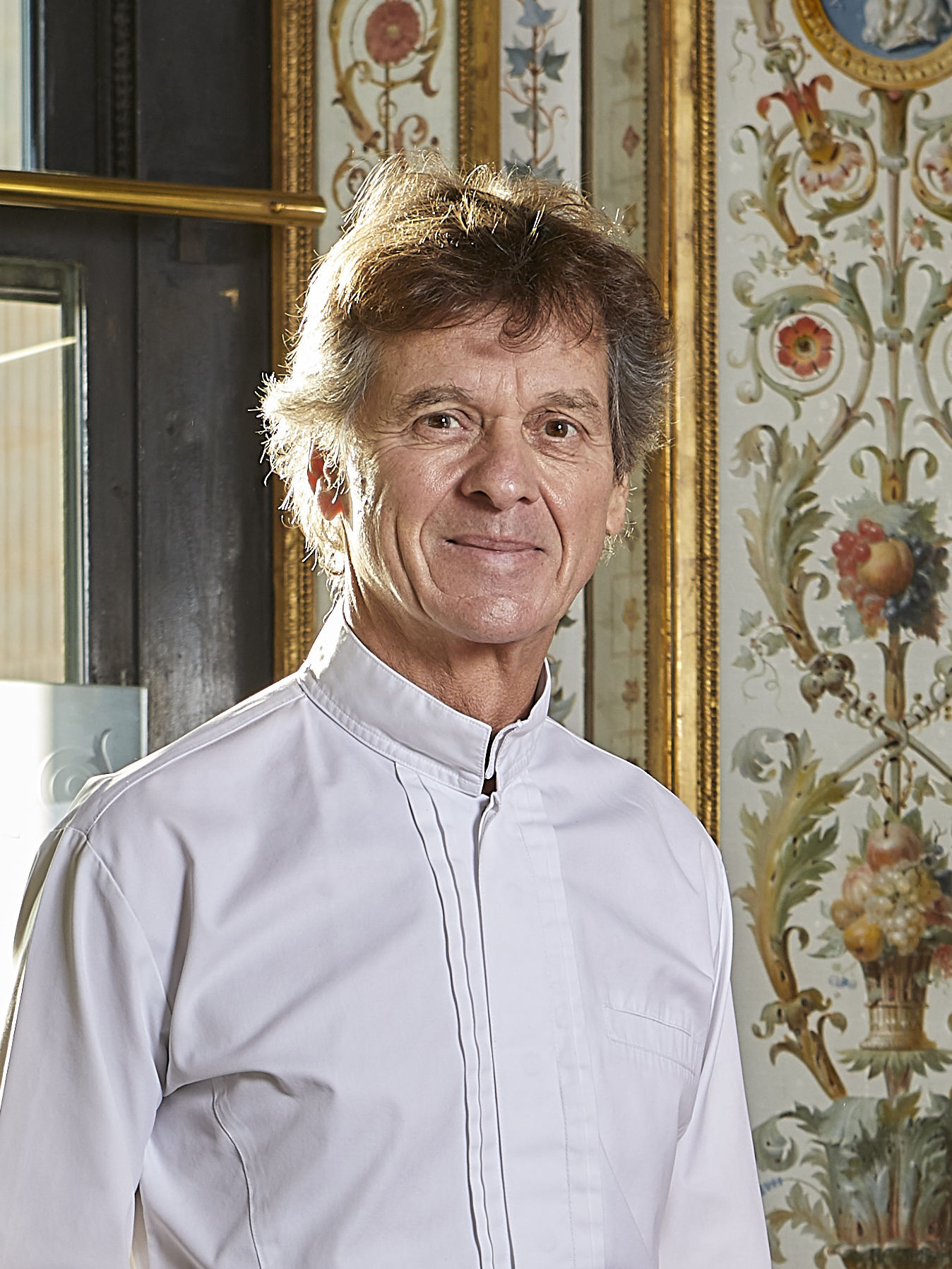
Guy Martin, 2020

Guy Martin (* 3. Februar 1957 in Bourg-Saint-Maurice) ist ein französischer Koch. Er ist seit 1991 Chefkoch des Restaurants Le Grand Véfour im Palais Royal in Paris. Im Jahr 2008 eröffnete er in Paris die Kochschule Atelier Guy Martin.

## Leben
Guy Martin war von 1981 bis 1991 in Restaurants der Gruppe Relais & Châteaux angestellt, unter anderem im Château de Coudrée in Sciez und im Château de Divonne in Divonne-les-Bains. Dort erhielt er 1985 seinen ersten und 1990 seinen zweiten Michelin-Stern. 1991 erhielt er das Angebot, im Le Grand Véfour zu arbeiten.

## Auszeichnungen
- 1997: Chevalier des Arts et Lettres
- 1999: Koch des Jahres durch Gault-Millau
- 2002: Chevalier des Ordre des Palmes Académiques
- 2003: Chevalier der Légion d’Honneur
- 2010: Aufnahme seines Buches L´art de Guy Martin in die Hall of Fame des Gourmand World Cookbook Awards

## Werke
- mit Guillaume Lecasble, Michel Denance: Guy Martin. Un artiste au Grand Véfour. Biografie. Seuil, Paris 2000, ISBN 2-020-38427-2.
- Légumes. Éditions du Chêne, Paris 2008, ISBN 978-2-8427-7884-2 (EA Paris 2000).
- Cuisiner les fromages. Chêne, Paris 2001, ISBN 2-8427-7320-9.
- mit Monique Lansard: Toute la Cuisine. Seuil, Paris 2003, ISBN 2-020-48526-5.
- mit Henri Gougaud, Hervé Tullet: Contes et recettes du monde. Seuil, Paris 2003, ISBN 2-020-48541-9.
- C’est le Sud. 100 recettes. Éditions du Chêne, Paris 2004, ISBN 2-84277-493-0.
- Les Pâtes. Éditions du Chêne, Paris 2005, ISBN 2-84277-605-4.
  - Deutsch: Nudeln, Pasta, Pâtes. Aus dem Französischen von Barbara Holle. Gerstenberg, Hildesheim 2006, ISBN 3-8067-2951-4.
- Petits gourmands. 50 recettes sucrées à cuisiner, à colorier, à dévorer. Seuil, Paris 2006, ISBN 2-02-086424-X.
- mit Michel Langot: À la carte. Minerva, Genf 2008, ISBN 978-2-8307-1034-2.
  - Deutsch: À la carte. Aus dem Französischen von Franziska Meyer. Werd, Zürich 2009, ISBN 978-3-85932-626-2.